# هاتفيلد (هارتفوردشير)
هاتفيلد هي بلدة وأبرشية مدنية تقع في مقاطة هارتفوردشير، إنجلترا، يبلغ عدد سكان البلدة حوالي 39،201 نسمة.